# Tomikazu Fukuda
Tomikazu Fukuda (福田 富一, Fukuda Tomikazu) és un polític japonés i actual governador de la prefectura de Tochigi des del 9 de desembre de 2004. Natural de la ciutat d'Imaichi, a la prefectura de Tochigi, Fukuda ha exercit diversos càrrecs públic amb antelació com el de regidor de la ciutat d'Utsunomiya (capital de Tochigi) des de 1983 a 1990, diputat de l'Assemblea Prefectural de Tochigi des de 1991 a 1999, alcalde de la ciutat d'Utsunomiya des de 1999 a 2004 i, finalment, governador des del 2004. Actualment, a data del 2020, Fukuda es troba a la quarta legislatura del seu mandat com a governador.
Professionalment, Tomikazu Fukuda va graduar-se a la facultat de ciència i tecnologia de la Universitat Nihon l'any 1979, tot i que ja treballava com a funcionari del govern prefectural de Tochigi des de l'any 1972, quan va acabar els seus estudis bàsics.